# Parallelia aneticoides
Parallelia aneticoides är en fjärilsart som beskrevs av Embrik Strand 1914. Parallelia aneticoides ingår i släktet Parallelia och familjen nattflyn. Inga underarter finns listade i Catalogue of Life.